# Теннельер
Теннелье́р (фр. Thennelières) — коммуна во Франции, находится в регионе Шампань — Арденны. Департамент — Об. Входит в состав кантона Люзиньи-сюр-Барс. Округ коммуны — Труа.
Код INSEE коммуны — 10375.
Коммуна расположена приблизительно в 150 км к юго-востоку от Парижа, в 80 км южнее Шалон-ан-Шампани, в 8 км к востоку от Труа.

## Население
Население коммуны на 2008 год составляло 336 человек.
| 1962 | 1968 | 1975 | 1982 | 1990 | 1999 | 2008 |
| ---- | ---- | ---- | ---- | ---- | ---- | ---- |
| 174  | 181  | 238  | 245  | 248  | 267  | 336  |

## Администрация
| Период | Период | Фамилия      | Партия | Примечания |
| ------ | ------ | ------------ | ------ | ---------- |
| 2001   | 2008   | Ги Дамуазо   |        |            |
| 2008   |        | Бернар Робле |        |            |

## Экономика
В 2007 году среди 204 человек в трудоспособном возрасте (15—64 лет) 159 были экономически активными, 45 — неактивными (показатель активности — 77,9 %, в 1999 году было 80,0 %). Из 159 активных работали 153 человека (75 мужчин и 78 женщин), безработных было 6 (3 мужчины и 3 женщины). Среди 45 неактивных 13 человек были учениками или студентами, 22 — пенсионерами, 10 были неактивными по другим причинам.